# Ravča
Ravča är ett samhälle i Kroatien.   Det ligger i länet Dalmatien, i den sydöstra delen av landet, 300 km söder om huvudstaden Zagreb. Ravča ligger 279 meter över havet och antalet invånare är 184.
Terrängen runt Ravča är varierad. Runt Ravča är det ganska tätbefolkat, med 90 invånare per kvadratkilometer. Närmaste större samhälle är Vrgorac, 5,9 km öster om Ravča. I omgivningarna runt Ravča växer i huvudsak blandskog.